# ES Mostaganem
Espérance Sportive de Mostaganem (arabă الترجي الرياضي لمستغانم), cunoscut sub numele de ES Mostaganem sau pe scurt ESM,  este un club de fotbal algerian care reprezintă orașul Mostaganem în competițiile fotbalistice. În prezent echipa concurează în prima ligă, primul nivel fotbalistic din Algeria.